# Slagen bij de Bergisel

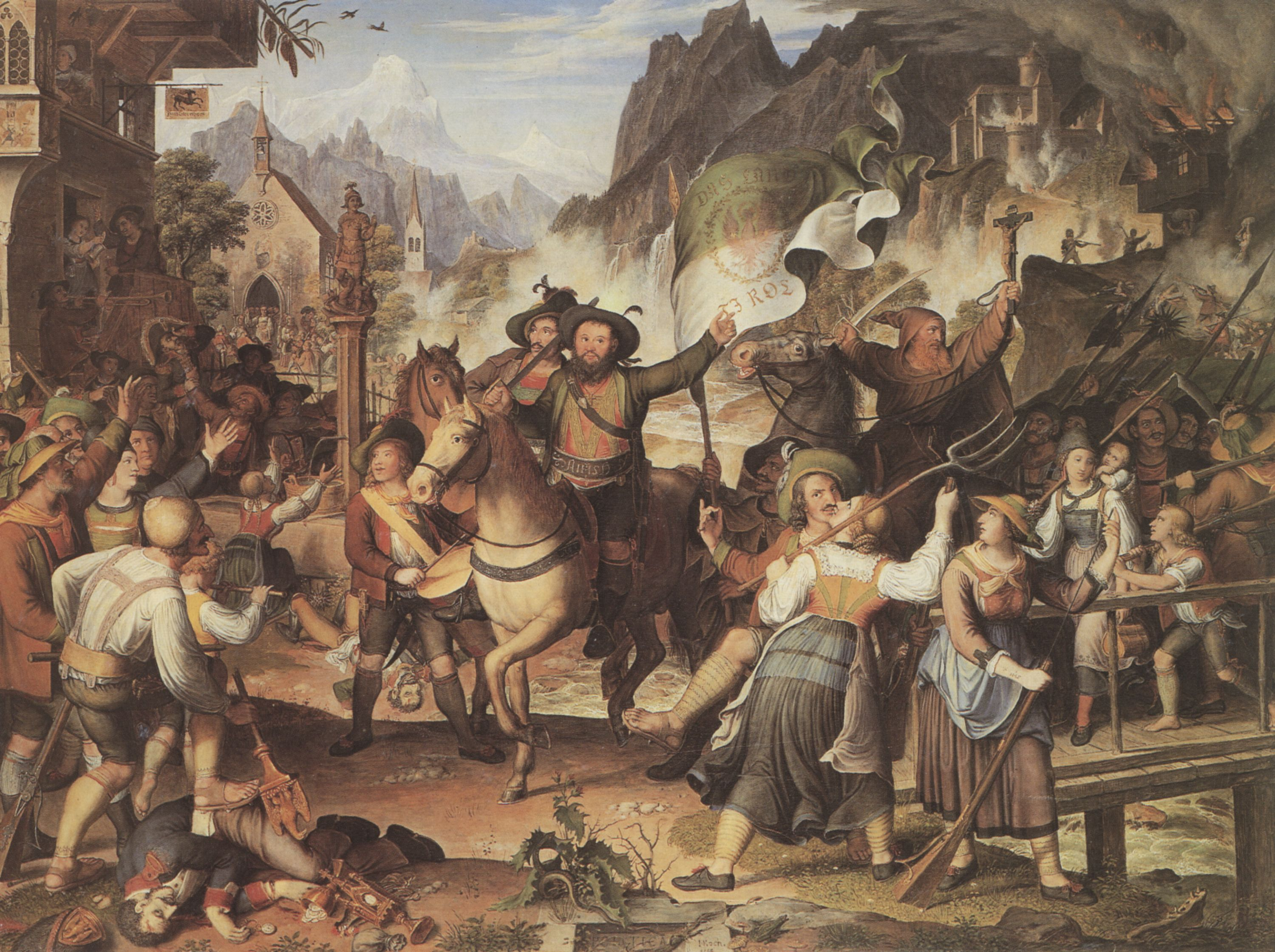
Andreas Hofer in de slag bij Bergisel

De Slagen bij de Bergisel maakten deel uit van de Tiroolse vrijheidsstrijd onder leiding van de Tiroolse vrijheidsheld Andreas Hofer tegen de Fransen en hun Beierse bondgenoten onder leiding van Napoleon Bonaparte. Viermaal kwam het in het jaar 1809 tot een slag bij de berg Bergisel bij Innsbruck. 

## Context
Na de Slag bij Austerlitz ontnam Napoleon het Habsburgse rijk de regio Tirol en voegde het gebied bij het koninkrijk Beieren. In het verleden had de Tiroolse bevolking Tirol nooit als opgelegd politiek verband opgevat, maar het gezien als een vrijwillige overeenkomst van een volk van vrije boerengemeenschappen met eerst de graven van Tirol, vervolgens met de Habsburgers. Het Tiroler volk idealiseerde dit verleden en koesterde het beeld van een traditionele plattelandssamenleving met een zelfbewuste, onafhankelijke boerenbevolking. De Beierse heersers hieven echter de Landlibell, een pamflet uit 1511, op, wat getuigde van minachting voor de Tiroler militaire statuten en wat het begin vormde van een massale inbreuk op het traditionele religieuze leven. Kerkelijke hervormingen en een waardevermindering van het geld werden doorgevoerd. De eigenlijke opstand werd echter op gang gebracht door de gedwongen rekrutering van rekruten in Axams in het kader van de invoering van een algemene dienstplicht. Andreas Hofer kreeg van de Oostenrijkse regering de opdracht tot het ontketenen van de Tiroler volksopstand tegen het Beierse bewind, die door de Oostenrijkse geschiedschrijver Joseph Freiherr von Hormayr beraamd was. Op 9 april was heel Tirol in opstand en op 12 april 1809 barstte de strijd om Innsbruck los.

## Eerste Slag bij de Bergisel (25 mei 1809)
Bij het aanbreken van de vijfentwintigste mei van het jaar 1809 kwam een 5000 man sterk boerenleger aan in Matrei am Brenner. Dit leger begon met de bezetting van de berghellingen ten zuiden van Innsbruck. Josef Speckbacher rukte vanuit het Unterinntal met duizend infanteristen op en verder werd de opstand door 1200 soldaten van de Oostenrijkse infanterie ondersteund, welke de beschikking hadden over vijf kanonnen. Alhoewel Andreas Hofer niet over een van tevoren beraamd strijdplan beschikte, kwam het al gauw tot een veldslag met een leger van Beierse soldaten, nauwelijks 5000 man groot, onder leiding van generaal Bernhard Erasmus von Deroy. De invallende nacht en een hevige onweersbui voorkwamen echter een vroegtijdige beslissing. Het Beierse leger sloeg zijn kamp op in het dal, de Tiroolse vrijheidsstrijders bleven op de berghellingen.

## Tweede Slag bij de Bergisel (29 mei 1809)
Nadat Andreas Hofer om versterking had gevraagd en deze had gekregen, gaf hij op 29 mei 1809 nogmaals opdracht om aan te vallen. Het Beierse leger liep hierbij ernstige verliezen op en de verslagen Beierse soldaten zagen zich genoodzaakt zich terug te trekken in het Unterinntal.
Napoleon was inmiddels bij de Slag bij Aspern (22 en 23 mei 1809) bij Wenen en Eßlingen verslagen door het Oostenrijkse leger onder leiding van aartshertog Karel. Hij revancheerde zich echter bij de Slag bij Wagram (5 en 6 juli 1809) en dwong de Oostenrijkers op 12 juli 1809 in Znaim tot het ondertekenen van een wapenstilstand.
In de tweede helft van juli marcheerde een leger van 25000 soldaten op bevel van Napoleon naar alle uithoeken van Tirol, maar dit leger liep grote verliezen op bij gevechten om de bergpassen Lienzer Klause en Ehrenberger Klause bij Reutte, bij de brug Pontlatzer Brücke tussen Landeck en Prutz en in de Eisackkloof tussen Sterzing en Brixen.

## Derde Slag bij de Bergisel (13 augustus 1809)
Op 13 augustus 1809 kwam het tot een beslissende veldslag tussen een leger van 15000 (sommige bronnen spreken zelfs van 40000) Beierse, Saksische en Franse soldaten onder bevel van maarschalk Lefebvre en een even groot leger van Tiroolse strijders onder leiding van Andreas Hofer. Na een rustdag besloot Levèbvre op 15 augustus de terugtocht door het Unterinntal te aanvaarden.
Andreas Hofer regeerde vervolgens het gebied als opperbevelhebber vanuit de Hofburcht in Innsbruck. Bij het sluiten van de Vrede van Schönbrunn in oktober 1809 zag de Oostenrijkse keizer definitief af van de Tiroolse gebieden. Op de dag van de ondertekening van het vredesakkoord gaf Napoleon de opdracht Tirol te onderwerpen. Halverwege oktober 1809 begonnen Beierse troepen de strijd en reeds op 24 oktober stonden ze voor Innsbruck. Andreas Hofer had de hoofdstad van de regio echter al verlaten en aarzelde met het inzetten van een nieuwe aanval.

## Vierde Slag bij de Bergisel (1 november 1809)
Na enkele lichte gevechten kwam het Beierse leger aan het begin van de eerste november bij de voet van de Bergisel aan. Ditmaal moesten de Tiroolse strijders zich na een slag van nauwelijks twee uur gewonnen geven.
Hierna volgden halverwege november 1809 nog enkele successen voor de Tiroolse nationalisten, maar zij konden verdere nederlagen niet verhinderen. Andreas Hofer zocht zijn toevlucht in een berghut, maar na zich enige tijd verscholen te hebben werd hij verraden. Op 28 januari 1810 volgde zijn arrestatie en op 20 februari 1810 werd hij in het Italiaanse Mantua gefusilleerd.

## Gevolgen
Al met al zijn de Slagen bij de Bergisel van groot belang geweest voor de Tiroolse vrijheidsstrijd tegen het napoleontische Frankrijk. Na de verloren strijd werd het zuidelijke, Italiaanstalige deel van Tirol (Trentino of Welsch-Tirol) samen met het zuidelijke Duitstalige deel (Zuid-Tirol, met Bozen) bij het Italiaanse koninkrijk gevoegd. Oost-Tirol met Lienz, Sillian en Matrei werd bij de Franse Illyrische Provincies gevoegd. Na de nederlaag van Napoleon in 1813 en 1814 werd Tirol weer Oostenrijks gebied en werden de tot 1805 tot de deelstaat Salzburg behorende gebieden Zillertal, Brixental en het Oost-Tiroler Matrei bij de deelstaat gevoegd.
Heden ten dage herinneren onder andere de panoramaschildering Riesenrundgemälde en een herdenkingsteken voor Andreas Hofer op de top van de Bergisel aan de Slagen bij de Bergisel.